# Tomas Thordarson
Tomas Thordarson (Copenaghen, 1974) è un cantante danese.
Ha rappresentato la Danimarca all'Eurovision Song Contest 2004 con il brano Shame on You.

## Carriera
Tomas Thordarson è salito alla ribalta nel 2001 con la sua vittoria al talent show danese Star for a Night. Il 7 febbraio 2004 ha partecipato a Dansk Melodi Grand Prix, la selezione del rappresentante danese per l'Eurovision, cantando Shame on You e venendo incoronato vincitore. Nella semifinale dell'Eurovision Song Contest 2004, che si è tenuta il successivo 12 maggio a Istanbul, si è piazzato al 13º posto su 22 partecipanti con 56 punti totalizzati, non riuscendo a qualificarsi per la finale. È stato il più televotato della serata dal pubblico in Islanda. Il suo album di debutto Sig det' løgn è uscito poco prima dell'evento e ha raggiunto la 26ª posizione della classifica danese.

## Vita privata
Tomas Thordarson è apertamente gay. Ha adottato un figlio con il suo partner nel 2002; i due hanno stabilito un'unione civile l'anno successivo.

## Discografia

### Album in studio
- 2004 – Sig det' løgn

### Singoli
- 2004 – Stay on the Line
- 2004 – Hvis du vil ha' mig
- 2004 – Shame on You